# Sōta Hamaguchi
Sōta Hamaguchi (japanisch 濱口 草太 Hamaguchi Sōta; * 22. Mai 1999 in der Präfektur Kōchi) ist ein japanischer Fußballspieler.

## Karriere
Sōta Hamaguchi erlernte das Fußballspielen in den Jugendmannschaften vom Toozu Misato FC, dem FC Corazon und Kamatamare Sanuki. Seinen ersten Vertrag unterschrieb er 2018 bei Kamatamare Sanuki. Der Verein spielte in der dritthöchsten Liga des Landes, der J3 League. Für den Verein absolvierte er zwei Ligaspiele. 2020 wechselte er nach Kōchi zum Viertligisten Kōchi United SC. Der Regionalligist Fukuyama City FC lieh ihn die Saison 2021 aus. Nach Ende der Ausleihe wurde er von Fukuyama am 1. Februar 2022 fest unter Vertrag genommen.